# Juwanna Mann
Pour plus de détails, voir Fiche technique et Distribution.
Juwanna Mann est un film américain réalisé par Jesse Vaughan, sorti en 2002.

## Fiche technique
- Titre original et français : Juwanna Mann
- Réalisation : Jesse Vaughan
- Scénario : Bradley Allenstein
- Photographie : Reynaldo Villalobos (en)
- Montage : Seth Flaum
- Musique : Wendy & Lisa
- Production : James G. Robinson et Bill Gerber
- Pays d'origine : États-Unis
- Format : Couleurs - 1,85:1 - Mono
- Genre : Comédie dramatique
- Durée : 91 minutes
- Date de sortie : 2002

## Distribution
- Miguel A. Núñez Jr. : Jamal Jefferies / Juwanna Mann
- Vivica A. Fox : Michelle Langford
- Kevin Pollak : Lorne Daniels
- Kim Wayans : Latisha Jansen
- Ginuwine : Roméo
- Lil' Kim : Tina Parker
- Tommy Davidson : Puff Smokey Smoke
- J. Don Ferguson (en) : l'arbitre UBA
- Jenifer Lewis : la tante Ruby
- Annie Corley : l'entraîneur Rivers
- Tammi Reiss : Vickie Sanchez
- Heather Quella : Magda Rowonowitch
- Itoro Coleman : Debbie Scruggs
- Rasheed Wallace : Whitley
- Vlade Divac : Morse
- Dikembe Mutombo : Coyner
- Muggsy Bogues : Andrew Stewart
- Ric Reitz : l'entraineur Beat
- Omar Dorsey : Rickey
- Cynthia Cooper : elle-même
- Teresa Weatherspoon : elle-même
- Katy Steding : elle-même
- Jeanne Zelasko : elle-même
- Chris Myers : lui-même
- Roy Firestone : lui-même
- Kevin Frazier : lui-même
- Kenny Albert : lui-même
- Jay Leno : lui-même